# Aulus Plautius
Aulus Plautius római szenátor és hadvezér volt.
Aulus Plautius azonos nevű apja Kr. u. 1-ben volt konzul. Nagynénje Urgulania Livia Drusilla Augusta császárnő barátnője volt.
Plautius Kr. u. 29-ben lett konzul, majd 36-tól esetleg 39-től 42-ig a pannóniai tartomány helytartója. 43-ban Claudius római császár parancsára négy légióval meghódította Britanniát. Ő lett a tartomány első helytartója, majd 47-ben visszatért Rómába, ahol ovatióval köszöntötték (a triumphusnál egyszerűbb kitüntetés). Feleségét Pomponia Graecinát 57-ben "idegen babona" miatt bíróság elé akarták vinni vádlói, de Plautius mint pater familias felmentette. Pompónia lehetett esetleg keresztény is.